# Chorinaeus borealis
Chorinaeus borealis là một loài tò vò trong họ Ichneumonidae.